# جوزيف فاولر
جوزيف فاولر (بالإنجليزية: Joseph Fuller)‏ هو مهندس معماري أمريكي، ولد في 1960.